# Parc national Duna-Dráva
Le  parc national Duna-Dráva (Duna-Dráva Nemzeti Park, [ˈdunɒ dɾa:vɒ ˈnɛmzɛti pɒɾk]) est un parc national de Hongrie créé en 1996. Sa superficie est de 490 kilomètres carrés.
Son nom fait référence à l'interfluve entre le Danube (Duna) et la Drave (Dráva).
Il forme avec la réserve  adjacente en Croatie la réserve de biosphère transfrontalière de Mura-Drava-Danube, reconnue par l'Unesco en 2012.

## Écologie
La majorité des sites du parc national sont situés dans les zones inondables du Danube et de la Drave, dont 190 km² sont des zones humides Ramsar. Les populations de cigognes noires et de pygargues à queue blanche revêtent une importance européenne. Sept espèces d’invertébrés ne se trouvent qu’ici en Hongrie. Les habitats le long de la Drave abritent plus de 400 plantes et animaux protégés. 

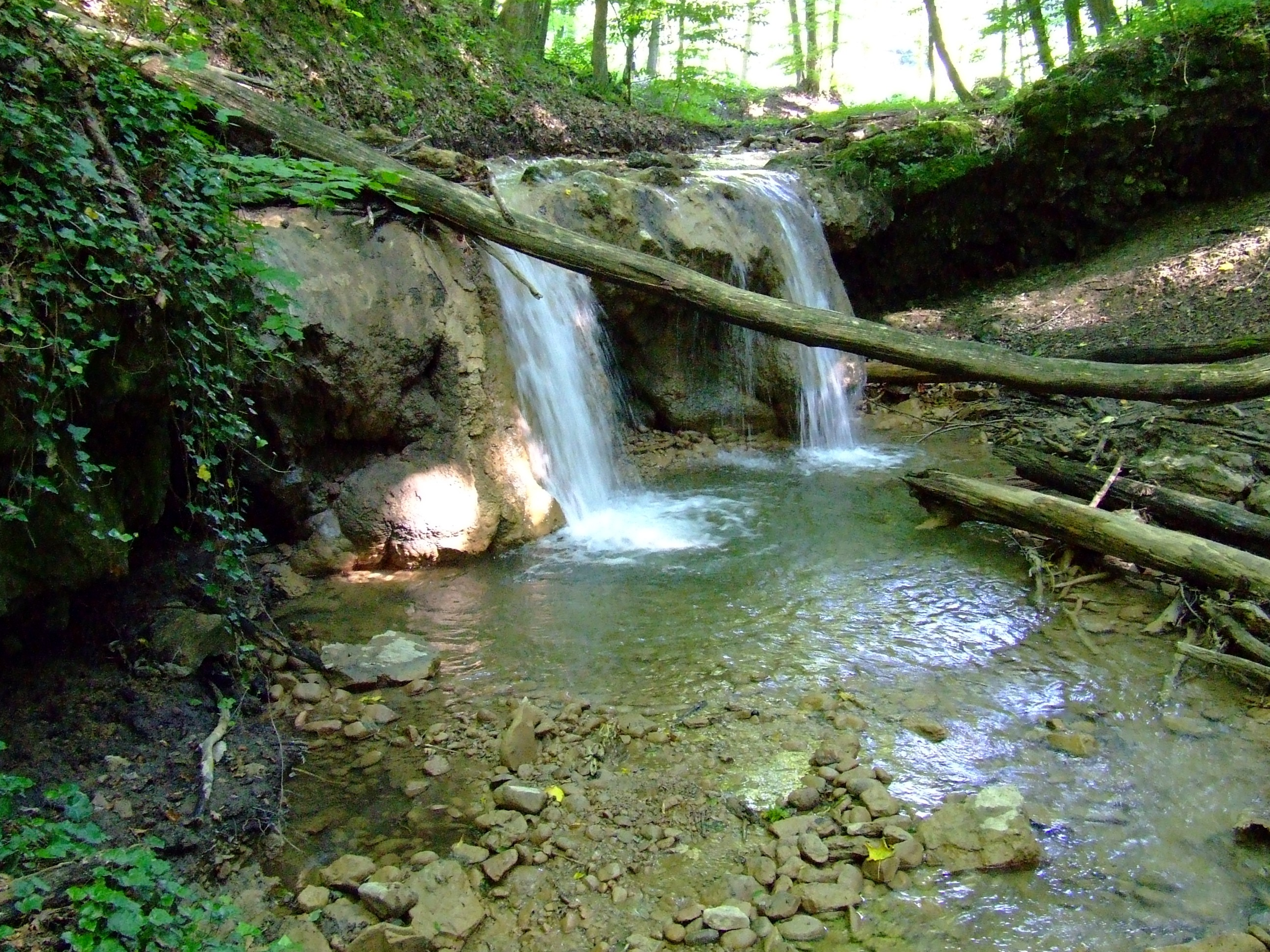
Vallée de Melegmány : cascade Ágnes
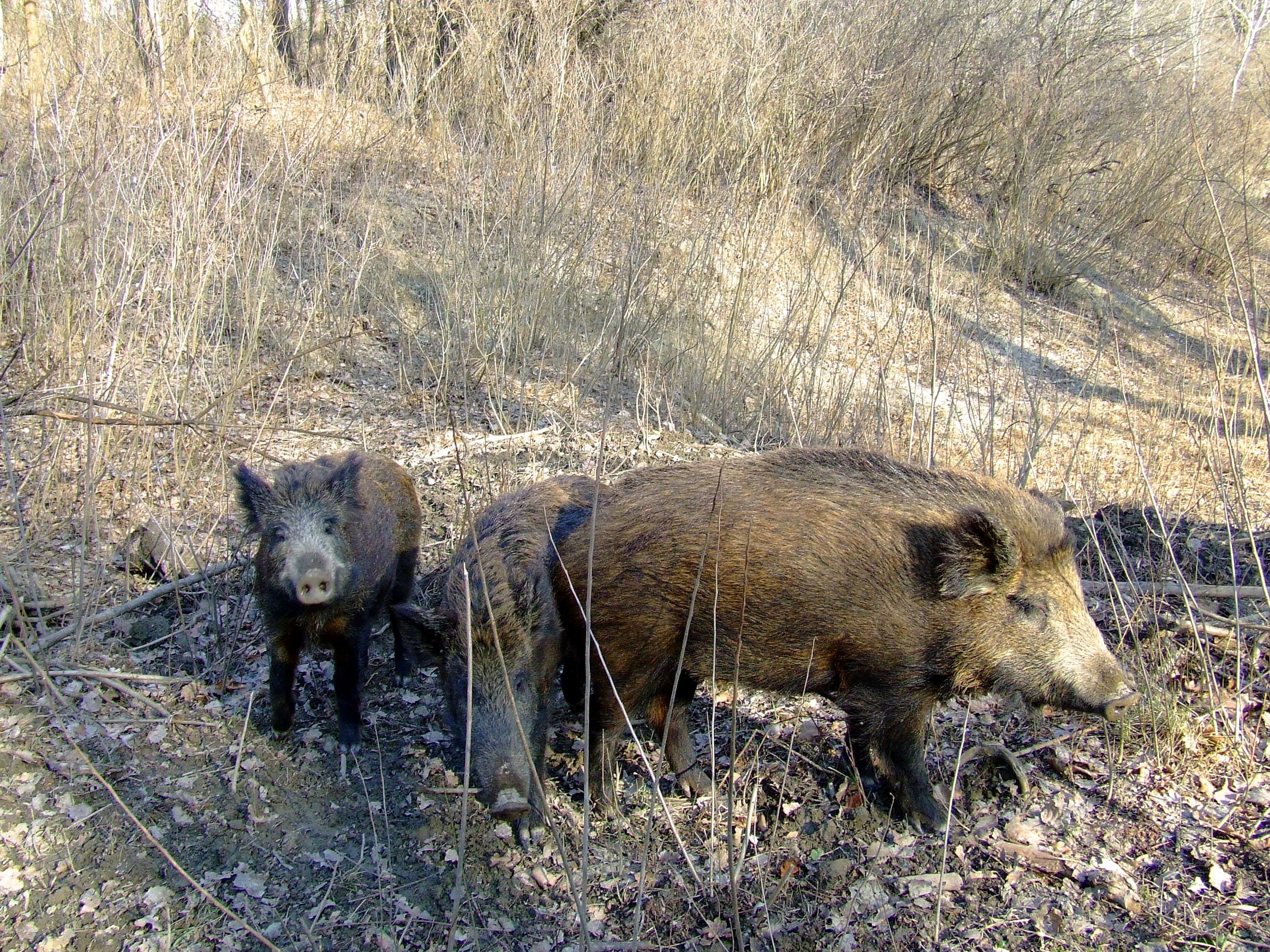
Forêt de Gemenc
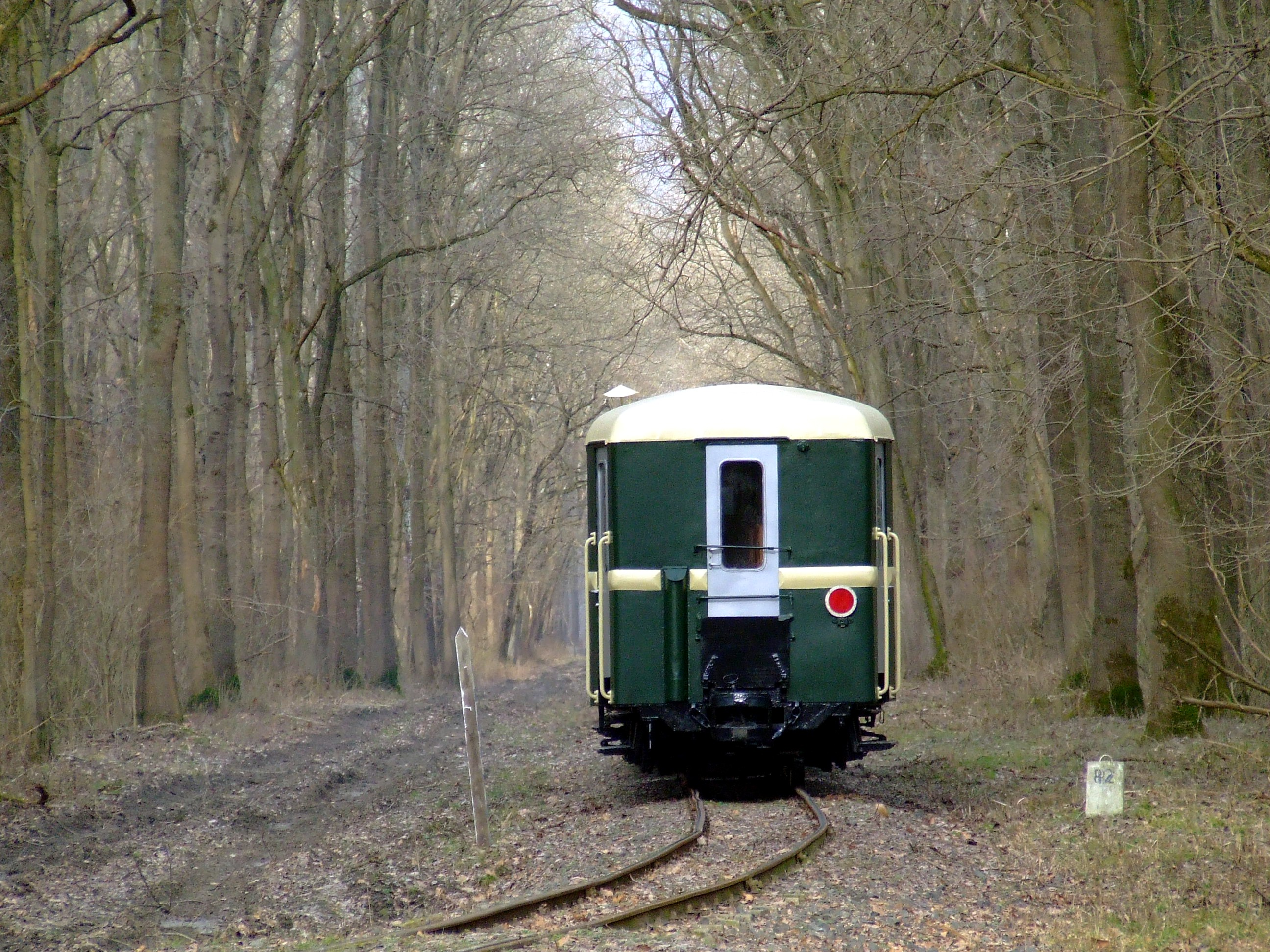
Chemin de fer de la forêt de Gemenc
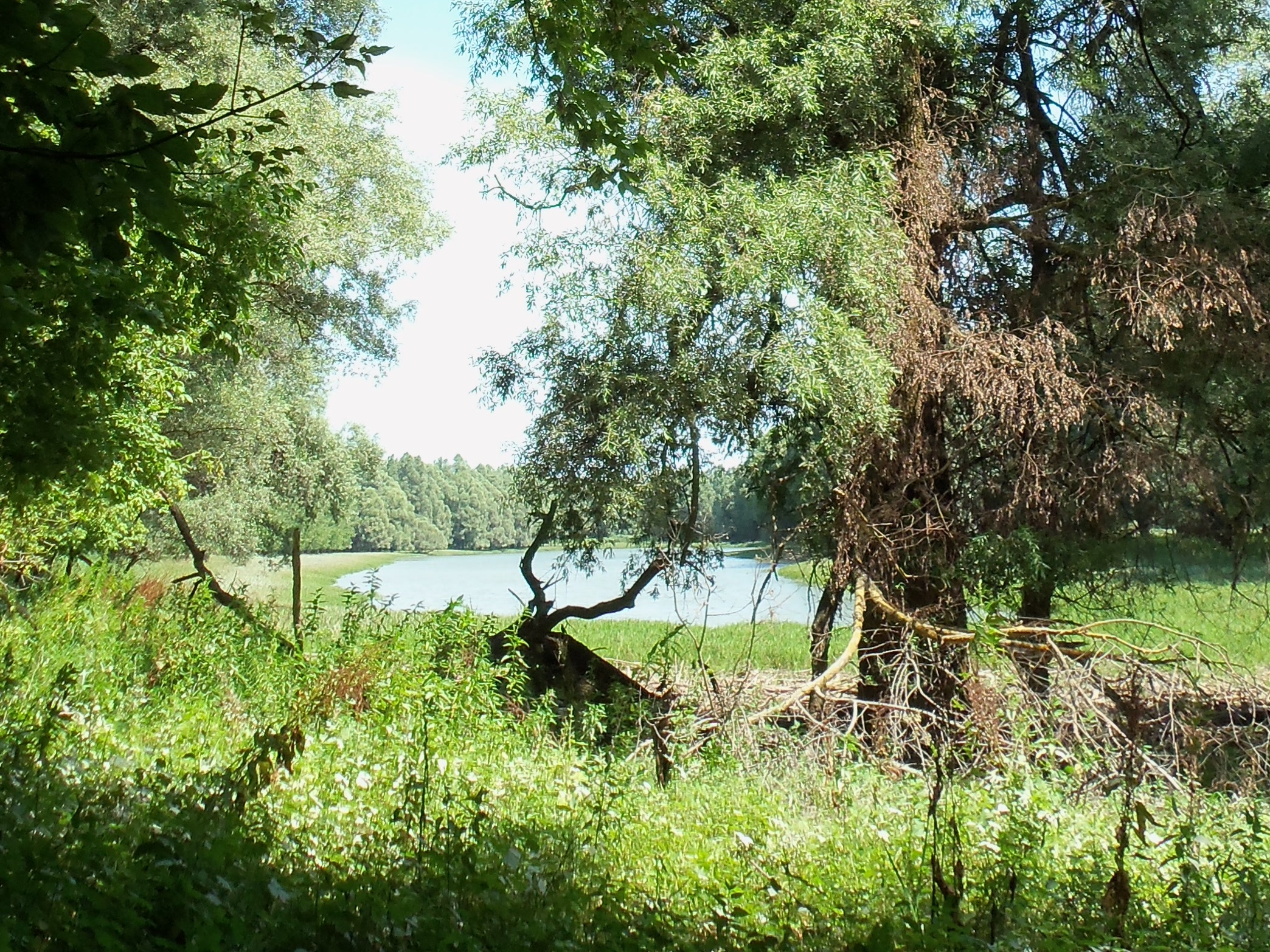
Forêt de Gemenc : un bras mort du Danube